# Allegion
Allegion est une entreprise américaine de serrurerie et de produits de sécurité. Elle est issue de la scission de Ingersoll Rand en 2013.

## Présence en France
Allegion est actionnaire majoritaire de la société Bricard.

## Principaux actionnaires
Au 15 juillet 2020
| The Vanguard Group           | 10,7% |
| AllianceBernstein            | 7,85% |
| Aristotle Capital Management | 6,93% |
| JANA Partners                | 4,68% |
| SSgA Funds Management        | 4,55% |
| Brown Brothers Harriman & Co | 3,73% |
| BlackRock Fund Advisors      | 3,63% |
| Sculptor Capital             | 2,62% |
| APG Asset Management         | 2,61% |
| Pictet Asset Management      | 2,17% |